# Cezary Gabryjączyk
Cezary Zbigniew Gabryjączyk (ur. 27 kwietnia 1963 w Łasku) – polski polityk, samorządowiec i sadownik, starosta łaski (2006–2015), podsekretarz stanu w Ministerstwie Skarbu Państwa (2015).

## Życiorys
Ukończył studia licencjackie z zakresu finansów i bankowości na Wyższej Szkole Bankowej w Poznaniu (1997) oraz magisterskie z zarządzania publicznego w Społecznej Wyższej Szkole Przedsiębiorczości i Zarządzania w Łodzi (2011). Ponadto odbył studia podyplomowe z inżynierii procesowej ochrony środowiska na Politechnice Łódzkiej (2002) oraz z obrony cywilnej ochrony ludności i zarządzania kryzysowego Akademii Obrony Narodowej w Warszawie (2008). Od 1981 do 2010 zajmował się prowadzeniem własnego gospodarstwa sadowniczego i szkółkarskiego.
Działacz Polskiego Stronnictwa Ludowego. Od 1997 do 2003 był radnym Rady Miejskiej w Łasku, a od 2003 do 2006 zastępcą burmistrza Łasku. W latach 2006–2015 był starostą powiatu łaskiego. W 2006, 2010 i 2014 był wybierany także na radnego powiatu. Bezskutecznie kandydował w 2005, 2007 i 2015 do Sejmu oraz w 2011 do Senatu. Od 25 lutego do 30 listopada 2015 był podsekretarzem stanu w Ministerstwie Skarbu Państwa w rządzie Ewy Kopacz.
Od 2010 działał w Zarządzie Krajowym Związku Powiatów Polskich oraz w Komisji Wspólnej Rządu i Samorządu Terytorialnego, będąc jej współprzewodniczącym w 2014 i na początku 2015 roku. W przeszłości był członkiem rad nadzorczych Gospodarczego Banku Wielkopolskiego S.A. oraz Banku Spółdzielczego w Łasku, przez 15 lat kierował też Międzyszkolnym Uczniowskim Klubem 
Sportowym w Łasku. Po 2015 pracował jako prezes i prokurent spółek prawa handlowego, a od 2021 do 2024 był wicedyrektorem szpitala powiatowego w Łasku.

## Odznaczenia
W 2015 został odznaczony Odznaką Honorową za Zasługi dla Samorządu Terytorialnego oraz odznaką honorową „Za zasługi dla bankowości Rzeczypospolitej Polskiej”. 
Otrzymał również Złoty Medal za Długoletnią Służbę, Odznakę honorowa „Za zasługi dla ochrony zdrowia”, Odznakę honorową „Zasłużony dla Rolnictwa”, Brązowy Medal „Za zasługi dla obronności kraju”, Brązową i Srebrną Odznaką „Zasłużony dla Ochrony Przeciwpożarowej”, Medal „Za Zasługi dla Kombatantów RP i byłych Więźniów Politycznych”, Złoty Medal „30-lecia Związku Żołnierzy Wojska Polskiego”; Srebrny Medal „Za Zasługi dla Pożarnictwa” (ZOSP RP), Medal „Za Zasługi dla Zrzeszenia LZS” oraz Złotą Odznaką Polskiego Związku Piłki Nożnej.

## Życie prywatne
Jest żonaty, ma dwie córki.